# Milan Houser
Milan Houser (* 12. prosince 1971 Vyškov) je český vizuální umělec a abstraktní malíř.

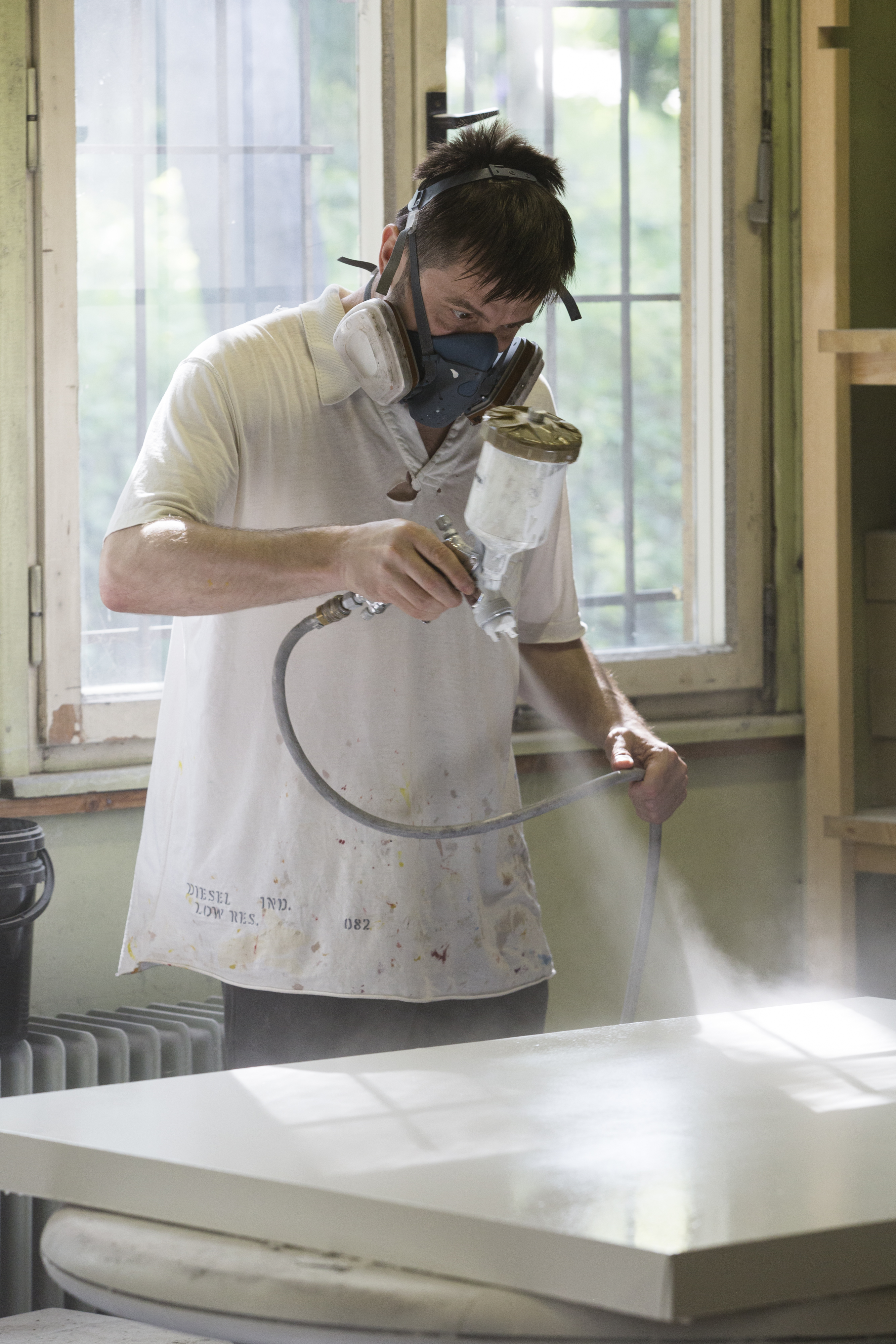
Milan Houser v ateliéru

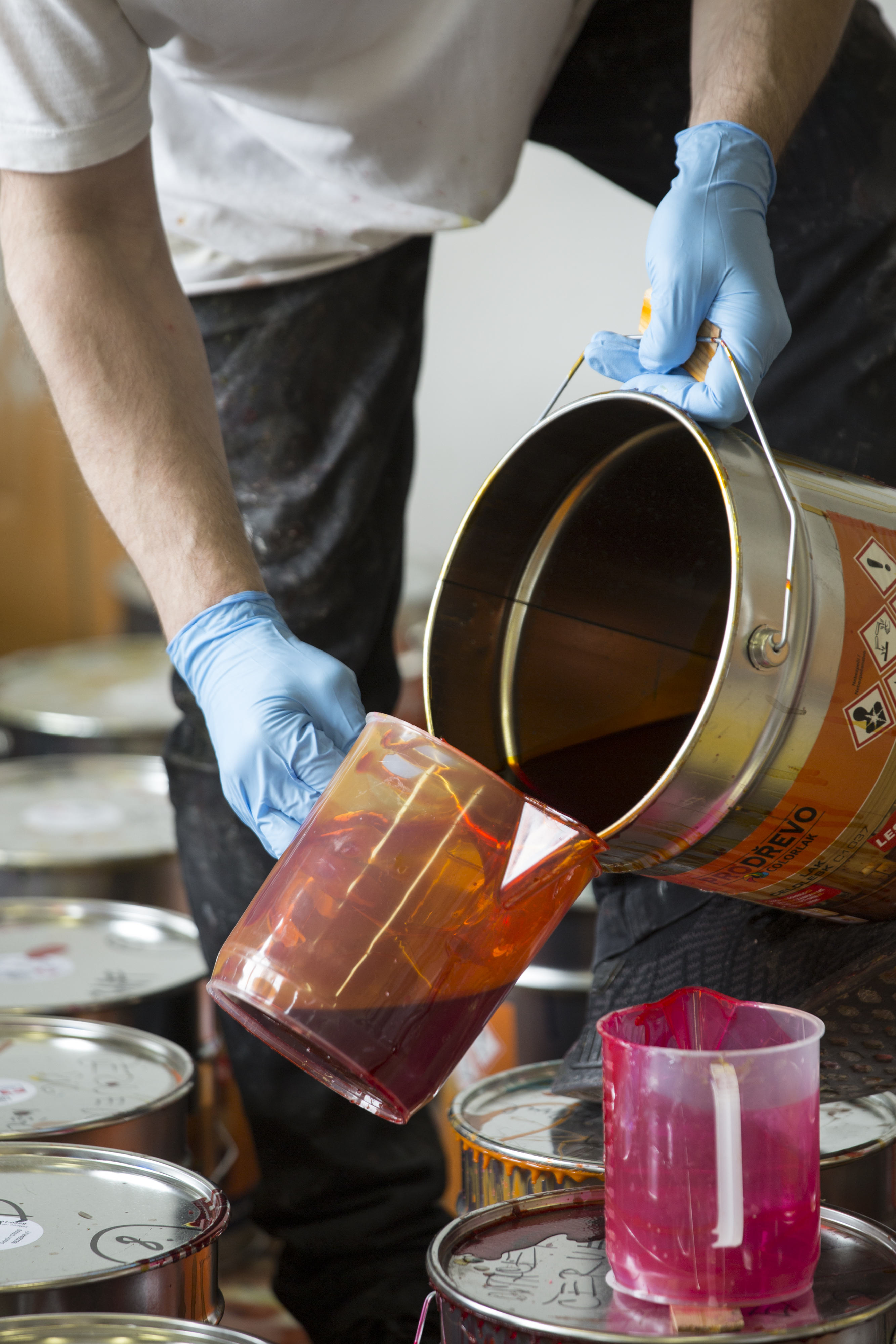
Práce Milana Housera v ateliéru

## Životopis
Milan Houser studoval v letech 1992–2000 v Ateliéru monumentální tvorby, škola prof. Aleše Veselého na Akademii výtvarných umění v Praze. Od roku 2008 působí jako vysokoškolský pedagog a vedoucí Kabinetu tradičních médií na Fakultě výtvarných umění Vysokého učení technického v Brně, kde byl v letech 2011–2023 děkanem. Od roku 2022 zastává funkci prorektora pro vnější vztahy na Vysokém učení technickém v Brně. Od roku 2000 je spolu s Marikou Kupkovou kurátorem výtvarné Sbírky Marek Collection, která je zaměřena na současná klasická média, nová média, video, videoperformance či animace. Je zastoupen ve státních a soukromých výtvarných sbírkách v ČR (Sbírka současného a moderního umění Národní galerie v Praze, Muzeum města Brna, Galéria Jána Koniarka v Trnavě a další) a v zahraničí (Německo, Itálie, Japonsko a USA). Žije a pracuje v Brně.

## Dílo
Milan Houser se dlouhodobě věnuje abstraktní malbě prolínající se s objektovou tvorbou. Pro jeho přístup je typické zkoumání základních materiálových složek obrazu jako je blind rám, plátno a hmota barvy. Ve své malbě dlouhodobě využívá průmyslové materiály a technologie. Houserovým dominantním technologickým prostředkem je nitrocelulózový lak speciálního složení, jež vyhovuje jeho tvůrčím nárokům. Obrazy vznikají tak, že na ležící obraz je opakovaně naléván lak, aby se tak z mělkých okrajů dostával k mohutné hloubce a komplikovaným barevným fúzím, které se odehrávají v „mřížce“ vymezené blind rámem. Technologickou odosobnělost narušuje fakt, že autor vylévá obrazy výhradně „vlastní rukou“, bez extenze stroje. Pro autora je charakteristická formální sevřenost a konzistentnost. Inklinuje k rozsáhlým a vlastně nikdy neuzavřeným obrazovým sériím, v nichž se snaží obsáhnout veškeré nuance způsobů a možnosti, jak s touto technologií zacházet. Jeho malba otevírá otázku vztahu mezi skutečností a jejím viděním. Zároveň se již od roku 2001 věnujeme tvorbě objektů a soch a umění ve veřejném prostoru.. V roce 2008 byl účastníkem projektu Sochy v ulicích – Brno Art Open´08. 

## Výběr z výstavní činnosti
- Přitažlivost, 2024, Oblastní galerie, Liberec
- Plasmatix, 2022, Galerie Kvalitář[3], Praha
- Barva z kosmu, 2020, White Gallery[4], Osík
- My Black Fox with Drugs, 2020, Luxfer Gallery[5], Česká skalice
- Retina. Možnosti malby (1989–2019), 2020, 8smička [6], Humpolec
- Těžké kovy, 2020, DSC Gallery[7], Praha
- Dočasné struktury 1, 2018, Plato[8], Ostrava
- Miesto pripojenia, 2018, Kunsthalle LAB[9], Bratislava
- Play, 2018, Galerie Kvalitář[10], Praha
- Dočasné struktury, 2018, Plato Ostrava, Ostrava
- Nortart[11], 2018, Büdelsdorf, Germany
- Sklo jako umění, 2018, Muzeum skla Portheimka[12], Praha
- Nový zlínský salon, 2017, Krajská galerie výtvarného umění ve Zlíně[13], Zlín
- Antology, 2017, Prague House Brussel[14], Brusel, Belgie
- Barvometrie, 2016, Dům umění města Brna[15], Brno
- Cold-Pressed, Low-Heat / virginorganicvegankosher, 2016, Dům umění města Brna[16], Brno
- The Great Outdoors, 2016, The Great Outdoors[17], Bratislava
- Pictura Naturans, 2016, Dvorak Sec Contemporary[18], Praha
- Reset, 2015, Galerie TIC/XI. Trienále malého objektu a kresby, SK[19], Brno
- Kdo obraz ještě unese, 2015, Galerie Aspekt, Brno[20], Brno
- Eugenika, 2014, Galerie TIC[21], Brno
- Red & white, 2014, Galerie Závodný[22], Mikulov
- Luminiscence, 2014, Ego Gallery[23], Bratislava
- Celolesk, 2013, Galerie Aspekt[24], Brno
- Geometrické polia, 2013, Kasárně Kulturpark[25], Košice, SK
- C0000 Bezbarvý Houser, 2012, Galerie Kvalitář[26], Praha
- Teodoru Rotreklovi, Galerie Černá linka[27], Brno
- Puddles, 2011, Kressling gallery, Bratislava
- 2,5 D., 2011, Galerie Ars[28], Brno
- Elementální Gesta, 2011, Galerie MeetFactory[29], Praha
- Deeper, deeper, 2011, Dvorak Sec Gallery[30], Praha
- Horká linka, 2010, Galerii Václava Špály[31], Praha
- Kompletní výstava, 2010, Galerie Půda[32], Jihlava
- Šest set litrů, 2009, Galerie ad – astra[33], Kuřim
- Vanitas, 2009, Galéria Jána Koniarka v Trnave v Trnavě[34], Trnava
- Poltergeist, 2009, kostel sv. Antonína z Padovy[35], Sokolov
- Leskymoidy, 2009, Galerie Kabinet T.[36], Zlín
- Šestý prostor, 2008, Šestý prostor[37], Liberec
- Litky, 2008, Galerie U Dobrého pastýře[38], BKC, Brno
- Vanitas, 2006, Dům umění města Brna, Galerie G99[39], Brno
- Vanitas, 2006, Galerie kritiků v Paláci Adria[40], Praha
- Time in fluidity, 2006, Výstavní síň Sokolská 26[41], Ostrava
- V perleti, 2006, GJK v Trnavě[42], Trnava
- Air tech, 2005, Galerie ad – astra[43], Kuřim
- Odrazy obrazy, 2005, Výstavní síň Mánes[44], Praha
- Revers, Atrium, 2003, Pražákův palác, Moravská galerie[45], Brno
- Bootstrap, 2003, Galerie Ars[46], Brno
- Bez názvu, 2002, Prostor pro jedno dílo, Pražákův palác, Moravská galerie, Brno

## Ocenění
- 2005 – Stipendium Pollock-Krasner Foundation
- 2000 – Cena rektora AVU
- 2000 – Stipendista Nadace Jany a Milana Jelínkových

## Člen
- Člen Vědecké rady Vysokého učení technického v Brně
- Člen Umělecké rady Fakulty výtvarných umění Vysokého učení technického v Brně
- Hodnotitel Umělecké rady Fakulty umění Ostravské univerzity
- Hodnotitel Umělecké rady Fakulty umění a designu Univerzity Jana Evangelisty Purkyně
- Člen Národního akreditačního úřadu pro vysoké školství
- Předseda Asociace uměleckých fakult (2016–2019)
- Člen Rady RUV - Registr uměleckých výstupů Ministerstva školství, mládeže a tělovýchovy České republiky.

## Publikace
- VÍTKOVÁ, Martina. Konkrétní Smetana: Chatrný, Hajnová, Váradiová, Jebavý, Houser, Jezbera, Hayek, Kovářík, Svoboda, Málek, Loskot. [Praha]: Klub konkretistů, z.s. ve spolupráci se SmetanaQ Gallery, 2022. ISBN 978-80-908335-1-7.
- HOUSER, Milan; POSPISZYL, Tomáš a SUCHOMEL, Filip. Houser. V Brně: Nakladatelství VUTIUM Vysokého učení technického, 2020. ISBN 978-80-214-5748-5.
- HOUSER, Milan. Houser. [Brno]: [nakladatel není známý], [2016]. ISBN 978-80-260-9473-9.
- HÁJEK, Václav; KORYČÁNEK, Rostislav a MAZANEC, Martin, KUPKOVÁ, Marika (ed.). Houser. [Česko: s.n.], c2014. ISBN 978-80-260-5769-7.
- KUPKOVÁ, Marika. Milan Houser. Brno: Lennox, 2005.
- HOUSER, Milan. Milan Houser: Revers : [Brno, Atrium Pražákova paláce od 6.2. do 6.4.2003 : katalog výstavy. Brno: Moravská galerie, 2003.